# Hans Erni
Pour les articles homonymes, voir Erni.

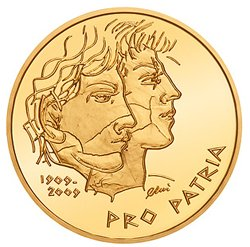
Avers d'un pièce de monnaie commémorative de 50 francs suisses Pro Patria pour le centenaire de Hans Erni (2009).

Hans Erni, né le 21 février 1909 à Lucerne où il est mort le 21 mars 2015, est un peintre, graphiste, graveur et illustrateur suisse.

## Biographie
Hans Erni entre en apprentissage dans un bureau de topographie puis travaille durant sa jeunesse comme dessinateur en bâtiment chez l'architecte Friedrich Felder.
En 1927, il rejoint l'école d'art de Lucerne. Dès 1928, il va à Paris étudier à l'académie Julian qui lui attribue un prix. Un an plus tard, il part pour Berlin et d'autres villes d'Europe. Il y rencontre Kandinsky, Mondrian et bien d'autres.
Ses influences sont clairement cubistes au travers de Braque et Picasso. À la fin des années 1930, il fait plusieurs voyages à Londres où il découvre les mouvements abstraits. De 1930 à 1934, il travaille sous le pseudonyme de François Grèque.
Il adhère au groupe Abstraction-Création et, en 1937-1938 à Londres, il rencontre et devient ami de Henry Moore, Ben Nicholson, Barbara Hepworth et les émigrés allemands membres du Bauhaus.
Il travaille dans plusieurs ateliers en Europe et devient célèbre par la réalisation d'une grande peinture murale pour l'Exposition nationale suisse de 1939 à Zurich, sur laquelle il rend un discret hommage au designer automobile Paul Jaray, son voisin à Lucerne.
Ce n'est qu'après la guerre que son génie éclate avec de nombreuses peintures et expositions. Il participe à la création de l'Alliance suisse, un groupe d'artistes helvétiques, et concourt aux compétitions artistiques des Jeux olympiques d'été de 1948.

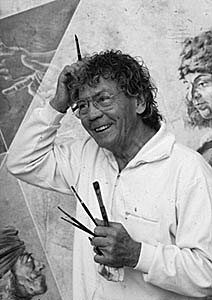
Hans Erni par Erling Mandelmann (1967).

Erni est aussi à l'origine de nombreux timbres destinés aux PTT suisses, l'organisation Pro Juventute, le Liechtenstein et l'ONU.
Le 1er juillet 1979, le musée portant son nom s'ouvre à Lucerne près du Musée suisse des transports.
En 1989, il est récompensé pour ses œuvres dans le domaine sportif par le United States Sports Academy à Daphne, Alabama.
En 1992, il réalise le portrait du secrétaire général de l'ONU, Javier Pérez de Cuéllar, portrait qui est affiché dans le bâtiment de New York. L'ONU a, en quelque sorte, joué un rôle de mécène puisque de nombreuses œuvres lui ont été commandées par l'organisation.

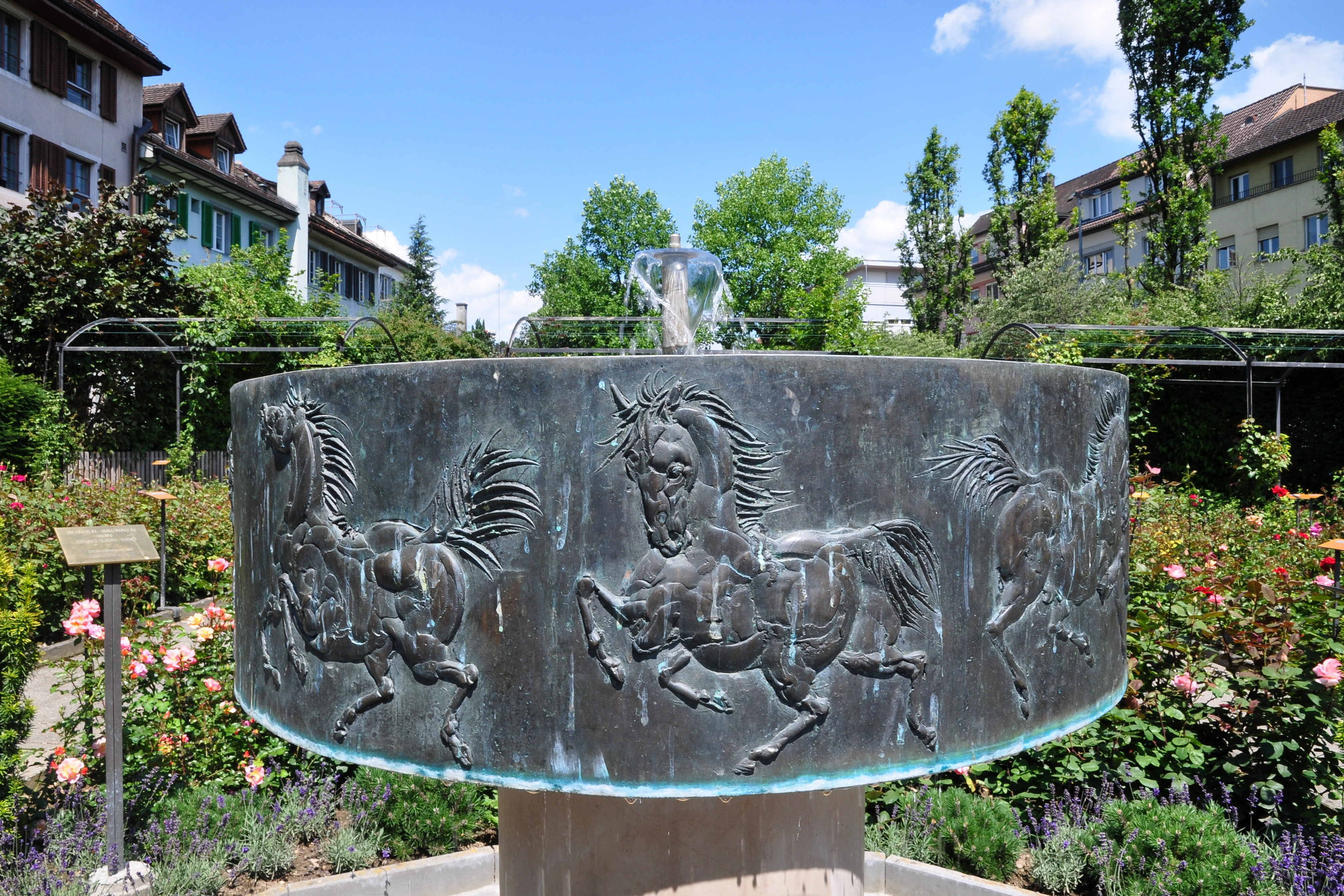
Cirque Knie, fontaine dans Duftrosengarten à Rapperswil.
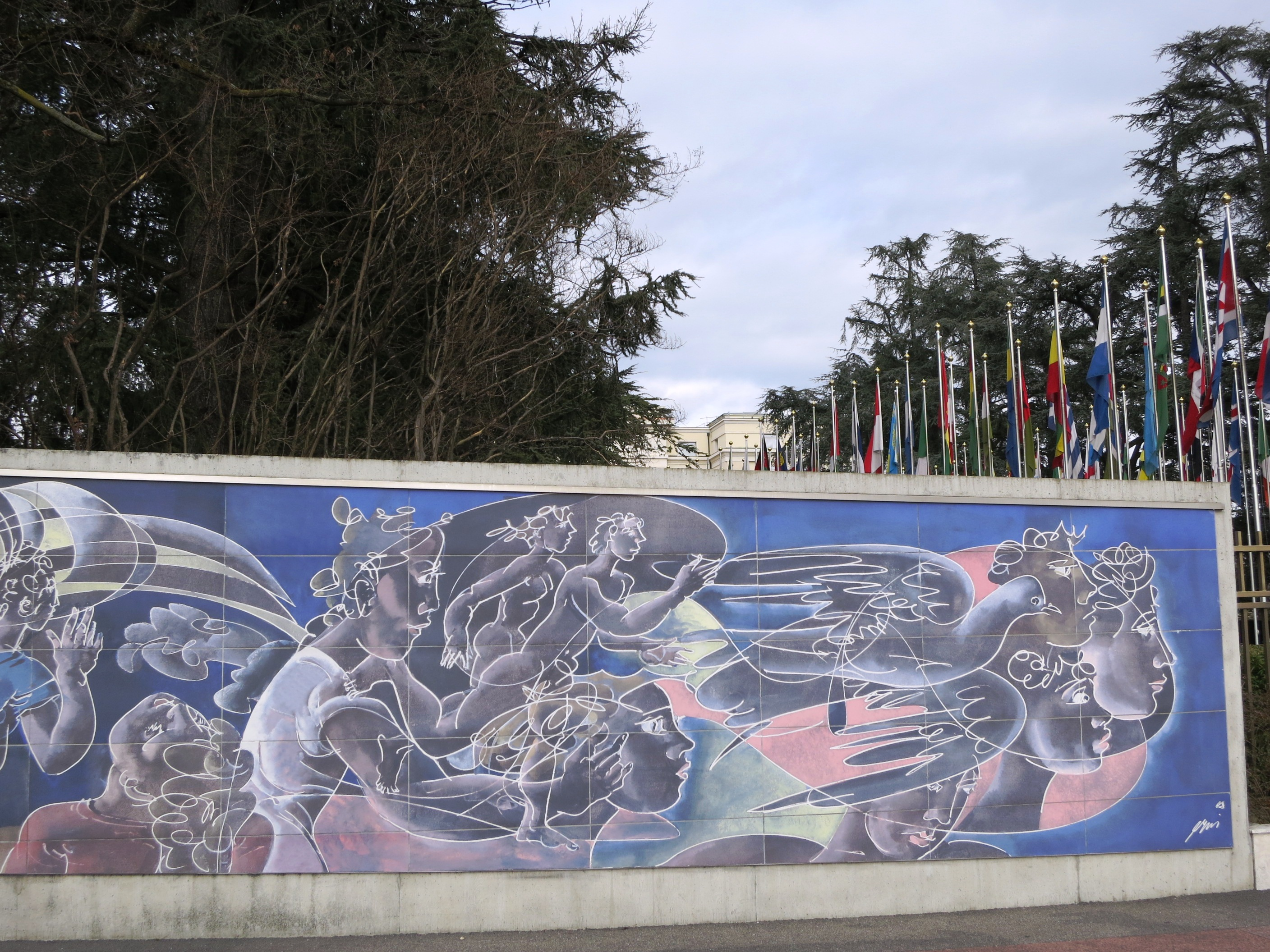
Partie droite de la fresque de Hans Erni sur le mur d'enceinte du Palais des Nations Unies, du côté de la place des Nations à Genève.

Erni est un peintre très populaire en Suisse. Son talent ne se limite pas à la peinture, mais s'exprime également par la sculpture et la gravure. Son style unique, avec des contours marqués d'un trait blanc, des personnages charnus mais fidèlement représentés aux côtés d'animaux, l'a rendu célèbre. La science, l'histoire et la mythologie sont des thèmes récurrents ; ses peintures mettent en scène le contraste entre l'Antiquité, le monde contemporain et les civilisations.
Toujours actif, il meurt le 21 mars 2015 à Lucerne, sa ville natale, dans la clinique Hirslanden St-Anna.

### Famille
Sa mère Maria Schär et son père Gotthard Erni ont eu quatre filles et quatre garçons. Marié à Doris, ils sont les parents de deux filles, Simone et June.

## Expositions
De nombreuses expositions lui ont été consacrées, que ce soit en Suisse ou en Europe.
2011 : « Hans Erni - de Martigny à Étroubles », Centre d'exposition, Étroubles (Italie), éd. Fondation Pierre Gianadda

## Œuvres monumentales
Son amitié avec Léonard Gianadda l'a conduit à réaliser à sa demande plusieurs œuvres monumentales :
- à Martigny :
  - Le Minotaure, 1999, sculpture en bronze pour le giratoire avenue de la Gare/rue du Léman
  - La Fontaine Ondine sur le parvis de la Fondation Pierre Gianadda, 2003, lave émaillée
  - La jeune fille et le Minotaure, 2008, céramique monumentale ornant un immeuble
  - Les Âges de la vie, 2011, fresque en céramique pour la façade de Fondation Annette et Léonard Gianadda
  - Suite de dix-sept vitraux pour le temple protestant de Martigny, commandés par Léonard Gianadda en mémoire de son épouse Annette Pavid-Gianadda, dessinés par l'artiste en 2012 et 2013, réalisés par l'atelier Marcq-Simon à Reims, posés en 2012 et 2014.
- à Étroubles, Val d'Aoste (Italie) :
  - Pégase, 2004, céramique monumentale ornant un bâtiment d'habitation, lave émaillée

## Récompenses
- 1928 : prix de l'académie Julian
- 1968 : prix culturel de la ville de Lucerne
- 1983 : médaille de la paix de l'ONU[9]
- 2008 : Life Time Award, un prix suisse qui récompense l'œuvre de toute une vie[10]

### Filmographie
- Raphaël Blanc, Hans Erni, un peintre dans le siècle, Artémis Films Production, 2010(fr) Site du film retraçant la vie de l'artiste à l'aube de son centième anniversaire.
- Philippe Nicolet, Hans Erni, mon deuxième siècle. Les derniers mois de la vie de l’artiste filmés en 3D, 2016.